# La Chaux (Orne)
La Chaux – miejscowość i gmina we Francji, w regionie Normandia, w departamencie Orne.
Według danych na rok 1990 gminę zamieszkiwało 55 osób, a gęstość zaludnienia wynosiła 11 osób/km² (wśród 1815 gmin Dolnej Normandii Chaux plasuje się na 830. miejscu pod względem liczby ludności, natomiast pod względem powierzchni na miejscu 884.).